# アレサ・ナウ
『アレサ・ナウ』（Aretha Now）は、アメリカ合衆国の歌手アレサ・フランクリンが1968年6月に発表したスタジオ・アルバム。アトランティック・レコード移籍後としては4作目のアルバムに当たる。

## 背景
「スウィート・スウィート・マン」「ハロー・サンシャイン」「ア・チェンジ」の3曲は、前作『レディ・ソウル』のために行われた1967年12月のレコーディング・セッションで録音されて同アルバムに収録されなかった曲で、これら3曲ではボビー・ウーマックがギターで参加した。残りの7曲は1968年4月15 - 18日の4日間で録音された。『貴方だけを愛して』（1967年）や『アレサ・アライヴス』（1967年）でも楽曲提供したロニー・シャノンが、今回は2曲を提供している。
1968年5月2日、フランクリンと当時の夫テッド・ホワイトが共作した「シンク」が先行シングルとしてリリースされ、6月14日には本作がリリースされた。

## 反響
アメリカのBillboard 200では3位に達し、『ビルボード』のR&Bアルバム・チャートでは1位を獲得。また、同誌のジャズ・アルバム・チャートでは9位に達した。1968年12月にはRIAAによってゴールドディスクに認定された。
全英アルバムチャートでは6位に達し、自身初のトップ10入りを果たした。ノルウェーのアルバム・チャートでは最高4位に達し、26週連続でトップ20入りするヒットを記録した。

## 収録曲
サイド 1
1. シンク - "Think" (Aretha Franklin, Ted White) - 2:21
2. 小さな願い - "I Say a Little Prayer" (Burt Bacharach, Hal David) - 3:34
3. シー・ソー - "See Saw" (Steve Cropper, Don Covay) - 2:45
4. ナイト・タイム・イズ・ザ・ライト・タイム - "Night Time Is the Right Time" (Lew Harman) - 4:47
5. ユー・センド・ミー - "You Send Me" (Sam Cooke) - 2:28

サイド 2
1. スウィート・スウィート・マン - "You're a Sweet Sweet Man" (Ronnie Shannon) - 2:17
2. アイ・テイク・ホワット・アイ・ウォント - "I Take What I Want" (Isaac Hayes, Mabon Hodges, David Porter) - 2:33
3. ハロ－・サンシャイン - "Hello Sunshine" (King Curtis, Ronald Miller) - 3:03
4. ア・チェンジ - "A Change" (Dorian Burton, Clyde Otis) - 2:26
5. 行かないで - "I Can't See Myself Leaving You" (R. Shannon) - 2:59

## 参加ミュージシャン
- アレサ・フランクリン - ボーカル (all)、ピアノ (#1 - #5, #7, #10)
- スプーナー・オールダム - オルガン (#1, #5)、エレクトリックピアノ (#3, #6, #7, #10)、ピアノ (#8)
- ジミー・ジョンソン - ギター (#1, #3,#5, #6, #8 - #10)
- ボビー・ウーマック - ギター (#6, #8, #9)
- トミー・コグビル - ギター (#1 - #3, #10)、ベース (#6, #8, #9)
- ジェリー・ジェモット - ベース (#1 - #5, #7, #10)
- ロジャー・ホーキンス - ドラムス (all)
- スウィート・インスピレイションズ - バッキング・ボーカル (all)
- キャロリン・フランクリン - バッキング・ボーカル (#6, #8, #9)
- キング・カーティス - テナー・サックス
- チャーリー・チャーマーズ - テナー・サックス
- アンドリュー・ラヴ - テナー・サックス
- セルダン・パウエル - テナー・サックス
- フランク・ウェス - テナー・サックス、フルート
- フロイド・ニューマン - バリトン・サックス
- ウィリー・ブリッジズ - バリトン・サックス (#1, #3 - #5, #7, #10)
- ヘイウッド・ヘンリー - バリトン・サックス (#6, #8)
- ウェイン・ジャクソン - トランペット
- バーニー・グロウ - トランペット
- メルヴィン・ラスティ - トランペット
- ジョー・ニューマン - トランペット
- トニー・スタッド - バス・トロンボーン
- トム・ダウド - アレンジ (all)
- アリフ・マーディン - アレンジ (all)